# 腹腹時計
『腹腹時計』 （はらはらとけい）とは、1974年（昭和49年）3月発行の爆弾の製造法やゲリラ戦法などを記した教程本で、三菱重工爆破事件などの連続企業爆破事件を起こした日本の極左グループである東アジア反日武装戦線の狼班が地下出版したものである。

## 概要
自らの思想を広く社会に知らしめる冊子の発行を計画していた東アジア反日武装戦線が、1973年（昭和48年）の秋に購入した和文タイプライターがこの計画の実現に大いに役立った。大道寺将司が執筆した文章を、メンバー外の協力者がタイプライターで文字を打ち込み、大道寺将司の高校時代の先輩が勤務する北海道釧路市の印刷会社で印刷された。
定価は100円であったといわれ、オリジナル印刷版の裏表紙には、印刷会社が「挿絵」として、金芝河の反戦詩を無断掲載し発禁処分になった「創造1972年4月号」の表紙が挿入されていた。
この本では、東アジア反日武装戦線が掲げる反日思想の概要が記され、爆弾の製造方法とその仕掛け方や、ゲリラ戦の方法まで詳細に解説されていた。
狼班はこの冊子によって、「大地の牙」「さそり」のメンバーを獲得している。
しかし、この本の冒頭での主張の内容や活字が、東アジア反日武装戦線の犯行声明文と一緒であることが判明したことによって、メンバーの身元を公安警察に割り出され、組織は壊滅することとなった。

## 書名の由来
当初は「都市ゲリラ兵士読本VOL1」という書名にしようとしたが、「球根栽培法」のような意表をついた別の名称の方が良いのではないかという意見が出たために、当初の「兵士読本VOL1」を副題として、別の主題をつける事となった。主題については、本の内容に時限装置についての記述があったために「時計」にちなんだ名称にすることになった。
最終的に決まったのが「腹腹時計」である。「腹腹」の由来は、爆弾でハラハラドキドキする意味と朝鮮語の文法の「하라체（ハラ体）」の両方の意味を含んでいる。

## 冊子の内容
内容は、前半が反日武装戦線の思想や活動方針の説明、後半が爆弾の製造・使用方法の解説となっている。
爆弾製造については、「中学生程度の化学知識があれば誰でもつくれる」と評されるほど詳細な説明が図解入りで載っている。材料として塩素酸塩系の除草剤を流用した混合爆薬を薦めており、入手方法として夏季の雑草が生長する農村部に赴けば大量に購入しても怪しまれないなどと記載されていた。捜査当局は爆発物取締罰則第4条の「（爆発物製造を）そそのかし、あおった」という幇助・煽動で書店等への強制捜査を行った。
また、1971年前後に過激派をあぶりだす為に捜査当局が市民に協力を求めた「過激派の見破り方五章」の裏をかく方法も掲載され、一般市民として怪しまれないようにする心得を記述していた。報道によれば次のような「心得」を記述していたという。これらは東アジア反日武装戦線のメンバーが実践したことでもあった。
- 居住地において極端な秘密主義、閉鎖主義はかえって墓穴を掘る。必要最低限の挨拶をし、規則正しい日常生活をしているようにみせる。
- 左翼的ないきがりを一切捨てる。
- 家族との関係をことさら断つ必要はない。
- 「合法的左翼」は口も尻も軽いので信用できないから関係をもつな。

この他にも朝霞自衛官殺害事件において、赤衛軍が記者との関係から特定されたことを教訓に「マスコミ・トップ屋との関係は断つべき」とするなど、外部協力者に関する記述もある。
ちなみに、この冊子の「唯一」の欠点は「証拠隠滅」を指南しなかった事と捜査当局は考えている。メンバーは警視庁公安部に視察されていたが、オリエンタルメタル社・韓産研爆破事件の直後、彼らのアジトから出されたゴミから、書き損じの犯行声明文と封筒を発見した事が、一網打尽のきっかけになった。

## 冊子が与えた影響
東アジア反日武装戦線の反日思想そのものについては、日本共産党のような旧左翼、アナキストを除く新左翼から批判が多かったが、爆弾製造技術の記述は、他党派の活動家でも教本とされ、思想・信条を越えて、右翼・民族派活動家の間でも広まった。特に当時の若い民族派活動家らの一部には、東アジア反日武装戦線のメンバーに対する、強い同情論と共感の声が多かった。
1985年5月に発生した三重教職員組合と日教組本部に小包爆弾が送られ、前者で女性職員の髪を焼く事件があったが、実行犯として検挙された島根県の右翼団体から「腹腹時計」が押収されている。

## 創作物への登場
- 高橋留美子の漫画『ダストスパート!!』第2話[7]で、主人公が潜入した札付きの高校の教科書のひとつに「物理、腹腹時計、きみにも作れる時限爆弾」が登場している。
- 高見広春の同名小説を原作とした映画『バトル・ロワイアル』では、爆弾制作のシーンでテキストとして本書を使用している。
- 手塚治虫の漫画『ネオ・ファウスト』では、ヒロイン高田まり子が過激派学生石巻のアパートで「腹腹時計」を読むシーンが登場している。
- テレビドラマ『相棒』の劇中において、爆弾犯の自宅に「腹腹時計」の貼り紙が貼られているシーンがある。
- 平野耕太の漫画『進め!以下略』では、第18話「予告編」において、安保闘争経験者の「老兵士」の所持品として登場。マンガ・アニメ・ゲームへの法規制に反発し、コミケ強行開催テロを企画中のオタクたちに手を貸す際に、かつての自分たちの「同人誌」として提示する。
- ハノカゲによる漫画版『魔法少女まどか☆マギカ』第10話（単行本3巻収録）では、暁美ほむらがインターネットで「腹腹時計」の名を冠したウェブサイトを見ながら爆弾を作っている場面が登場する[8]。
  - 原作にあたるテレビアニメ版でも、第10話の第0稿から決定稿までの脚本段階では「腹腹時計オンライン」というウェブサイト名が設定されていた[9]（実際の放送では「爆弾の作り方」というウェブサイト名に変更）。
- 直接の登場は無いが、ゲーム『パワプロクンポケット8』において時限爆弾を解除するミニゲームとして「ハラハラ!ウォッチ」という名称のミニゲームが登場する。
- アンジーは『腹々時計』という曲を出している（アルバム『嘆きのばんび』1986年）。
- 小説版『NOeSIS〜嘘を吐いた記憶の物語〜』第4巻の中盤にて、ヒロイン鷹白千夜が「腹腹時計」を携え書物の内容を紹介しているとする文章がある。
- 映画監督の渡辺文樹がこの文書を元に映画『腹腹時計』を制作・上映している。
- とり・みきの漫画『吉田さん危機一発』にて、Qが「腹腹時計にも載ってない」と言うシーンがある。
- 汀こるものの小説『まごころを、君に THANATOS』で、立花真樹がネットオークションで落札したものとして登場する。